# Microchip Studio
Microchip Studio (ранее Atmel Studio и AVR Studio) — основанная на Visual Studio бесплатная проприетарная интегрированная среда разработки (IDE) для разработки приложений для 8- и 32-битных микроконтроллеров семейства AVR и 32-битных микроконтроллеров семейства ARM от компании Atmel, работающая в операционных системах Windows NT/2000/XP/Vista/7/8/10.
Atmel Studio содержит компилятор GNU C/C++ и эмулятор, позволяющий отладить выполнение программы без загрузки в микроконтроллер.
Ранее среда разработки носила название AVR Studio, но начиная с версии 6.0, вышедшей в 2012 году, в неё была добавлена поддержка разработки для микроконтроллеров архитектуры ARM, также выпускаемых фирмой Atmel, и среда разработки получила новое название Atmel Studio. Текущая версия (Atmel Studio 7) поддерживает все выпускаемые на сегодняшний день фирмой Atmel микроконтроллеры архитектур AVR, AVR32 и ARM и средства разработки.
Atmel Studio содержит в себе менеджер проектов, редактор исходного кода, инструменты виртуальной симуляции и внутрисхемной отладки, позволяет писать программы на ассемблере или на C/C++.

## История
Ранее существовал и фирменный ассемблер под Windows (wavrasm.exe) от Atmel, который совмещал ассемблер и редактор, подобно тому, как это делается в «больших» языках программирования. Его можно извлечь из первых версий AVR Studio, но он довольно примитивный и неудобный. Затем, видимо, в корпорации решили его не развивать, ограничившись AVR Studio. Скачать AVR Studio можно бесплатно с сайта Atmel. Там же доступны и старые версии (последние версии пакета стали довольно объемными — более 700 Мбайт), но чем старее версия, тем меньше ассортимент поддерживаемых контроллеров (версия 3 поддерживает только Classic).

## Характеристики
Характеристики AVR Studio:
- Интегрированный компилятор C/C++;
- Интегрированный симулятор;
- При помощи плагина возможна поддержка компилятора GCC в виде сборки WinAVR;
- Поддержка инструментов Atmel, совместимых с 8-разрядной AVR архитектурой, в том числе AVR ONE!, JTAGICE mkI, JTAGICE mkII, AVR Dragon, AVRISP, AVR ISPmkII, AVR Butterfly, STK500 и STK600;
- Поддержка плагина AVR RTOS;
- Поддержка AT90PWM1 и ATtiny40;
- Интерфейс командной строки с поддержкой TI.